# Oro (Arechavaleta)
Oro es una entidad de población española del municipio de Arechavaleta, perteneciente a la provincia de Guipúzcoa, en la comunidad autónoma del País Vasco. En 2022, tenía empadronados 42 habitantes.